# 陳煚
陳煚（越南语：／，1218年7月10日—1277年5月5日），又作陳日煚，對蒙古帝國上表奉貢時名為陳光昺，初諱陳蒲，越南陳朝開國皇帝。陳煚原出生於李朝末年的權貴家庭，從叔陳守度把持國政。陳煚被安排侍奉李昭皇（李朝末代女帝），不久後李昭皇退位，陳煚登基，開創陳朝。陳煚在位33年，其間成功抵禦蒙古帝國入侵；於1258年讓位予兒子陳晃，自稱上皇，仍然影響國政，於1277年去世，享壽60歲，後世稱之為陳太宗（越南语：／）。

## 家世及即位

### 來歷的疑問
根據《大越史記全書》記載，陳煚的先世是中國閩人，下又附註說「或曰桂林人」，未能確定陳氏的祖籍地，不過在中國的野史中流傳著兩種不同版本。
- 第一種版本：宋人筆記《齊東野語》稱，陳煚原名「謝昇卿」，來自福州長樂邑，因犯殺人罪，經邕州（今屬中國廣西）逃入安南，安南丞相招其為贅婿，之後「屡遣人至闽访其家」並稱此事是同僉樞密院事陳合（字惟善，福州長樂人）說的；[a]
- 第二種版本：清晉江人蔡永蒹所著的《西山雜志》稱，陳氏先世是泉州晉江安海鎮的陳厝坑，後渡海至安南做生意之後成為李朝的入贅駙馬。[b]

以上描述與《大越史記全書》所寫的，陳家在先世定居安南後，因捕魚有術致富，至陳李這一代始因救駕有功而發跡的記載大相徑庭。且《齊東野語》稱陳煚就是福州長樂人謝昇卿，但陳氏家族早已定居安南，陳煚八歲時就在從叔陳守度扶持下即位，他不會是當時中國福建人，而按《大越史記全書》載：「初，帝之先世閩人（或曰桂林人）有名京者，來居天長即墨鄉。」參考來看，此謝昇卿應為其五世祖陳京，其乃殺人逃犯，變換姓名後避罪於安南。

### 先世的崛起
據《大越史記全書》記載，陳煚的五世祖陳京移居越南的即墨鄉（今越南南定省美祿縣），世代從事漁業。傳至祖父陳李，已經以「漁業致富，傍人歸之，因有眾，亦起為盜」，在即墨鄉甚有勢力。在李朝治平龍應四至五年（1208年至1209年期間），爆發范猷之亂，當時的李高宗與太子李旵（即日後的李惠宗）一同離京出逃。李旵在逃亡途中，迎娶了陳李之女為妃。從此，陳氏便晉身為外戚之家。
陳煚的叔父輩，都身居李朝朝中要職。叔父陳嗣慶（陳李之子），因不滿妹妹被譚太后（李惠宗之母）迫害，於建嘉三年（1213年）起兵得勢，獲授任為太尉輔政，加上李惠宗容易發狂，無法處理朝政，大權便旁落在陳嗣慶手上；父親陳承，於建嘉十三年（1223年）陳嗣慶死後任輔國太尉；從叔陳守度曾任殿前指揮使，負責「知城市內外諸軍事」。憑著這種特殊的背景，陳煚便被安排與李昭皇成親。

### 早年生活及入侍李昭皇
陳煚出生於建嘉八年六月十六日（1218年7月10日）是陳承的次子，母親黎氏，先諱蒲。據史書所載，陳煚有帝王之相，「隆準龍顏，似漢高祖」。8歲時任李朝的祗應局祗候正，因陳守度的連帶關係，得以入宮侍候李昭皇，被「見而悅之」，封為駙馬。於是，陳煚便成為陳氏篡李的重要棋子。

### 受禪即位
據陳朝成書的《越史略》所載，李朝之所以禪讓給陳氏，是李昭皇之父、當時身為上皇的李惠宗之意。李惠宗曾說過，自己的女兒李昭皇「以一陰而御羣陽，衆所不與，必致悔亡」，他見「太尉（陳承）仲子某（指陳煚）年雖沖幼，相貌非常，必能濟世安民，欲以為子而主神器，仍以昭王配之」。陳承聽到後，感到猶疑不決，恐怕李惠宗的說話只是一種試探，陳守度卻認為李惠宗「今以無嗣，欲擇賢而付之，此乃上王遠法堯舜之真讓，又何疑哉？」於是就讓陳煚接受禪位。
《大越史記全書》則記載，天彰有道二年（1225年）十月，陳守度得悉陳煚與李昭皇感情漸深後，便決定發動政變，「率家屬親戚入禁中，守度閉城門及諸宮門，令人守之，百官進朝，不得入」，然後遍告群臣「陛下（李昭皇）己有尚矣」，亦即是控制李朝宮廷，然後讓昭皇退位。最後，昭皇下詔，說自己是女主，無法把政務處理好，「今朕反獨算，惟得陳煚，文質彬彬，誠賢人君子之體，威儀抑抑，有聖神文武之資」，並於十二月十一日（1226年1月10日），
禪位給年方8歲的陳煚。陳煚登基後，拜陳守度為「國尚父」，掌理國政，而父親陳承則「權攝國政為上皇」。

## 在位期間的施政
年幼繼位的陳煚，在其整個在位時期中，朝政大權一直受父親陳承（死於1234年）及從叔陳守度（死於1264年）所影響。特別是陳守度，據《大越史記全書》所說，「太宗之得天下者，皆其（陳守度）謀力也。故為國倚重，權移人主。」至於陳朝在陳煚當皇帝期間的施政則如下。

### 帳籍制度
陳煚在位時，延續了李朝的帳籍制度。方法是，國內村莊，有多少文官、武官、書吏、軍士、男丁、年老傷殘及流落移居者，當地的官員都要記入帳籍。按照帳籍紀錄，人民當中有官爵的，子孫可承蔭任官；富有而無官爵的，世代服兵役。

### 稅收
- 丁稅：陳朝政府按男丁所擁有的田畝數理徵稅，例如擁有田1、2畝，每年繳納丁稅錢1貫；擁有3、4畝，繳納2貫；擁有5畝以上繳納3貫；無田地的，丁稅全免。[13]
- 土地稅：陳朝又規定須繳交土地稅，方法是每私有田一畝，田主便要繳納粟100升。在公田方面，則分為「國庫田」及「拓刀田」，按照田地好壞，分成上中下三等，徵收不同數額的穀物。另外，民間的池塘、鹽田亦各有徵稅規定。[14]
- 其他稅項：陳朝還有其他稅項，如檳榔稅、安息香稅，以及魚、蝦、蔬、果，均各有稅項。[15]

### 防洪工程
因越南西北部地區多山，而紅河三角洲一帶則地平而多河流，每逢雨季，易形成山洪暴發。天應政平十七年（1248年），在丐江（江河）兩岸修築堤壩，稱之為「鼎耳堤」，又設置河堤正副使2人負責管理。若堤壩修建到民田上，則由政府按田價償給田主。

### 教育制度
- 科舉：建中八年，陳朝開設太學生科（考進士），分出次第，以三甲定高低。天應政平十六年（1247年），科舉又設狀元、榜眼、探花三魁，以及開儒、佛、道三教科試。[15]
- 官方辦學：元豐三年（1253年），設立「國學院」，講授四書五經，並設立講武堂練習武術。（學者戴可來據《欽定越史通鑑綱目》正編卷六癸丑陳太宗元豐三年條，指出「國學院」或為「國子院」之誤）[15]

### 法律
陳朝在天應政平十三年（1244年），曾制定刑律，大致上是很重的，如犯偷竊的罪犯，會被斷手、砍足，或者被象踏。

### 官制
- 官僚規模：陳朝的官僚架構，具有一定規模，有三公、三少、太尉、司馬、司徒、司空、左右相國、首相、參知等高官要職。另外，在文官方面，中央有各部尚書、侍郎、郎中、員外、御史，地方上有安撫使、知府、通判、僉判；武官方面，中央有驃騎上將軍、錦衛上將軍、金吾大將軍、武衛大將軍、副都將軍等職，地方上有經略使、防御使、守御使、觀察使、都護、都統、總管等職。[16]
- 升遷制度：陳朝官吏，每做滿10年升爵1級，15年升職一等。[16]

### 兵制
陳煚在位期間，國內大量壯丁被編入伍當兵，貴族親王也有募集軍隊之權。

## 退位上皇
陳煚於元豐八年二月二十四日（1258年3月30日），遜位於皇太子陳晃（即陳聖宗），退居北宮，被尊為「顯堯聖壽太上皇帝」，與兒子陳聖宗一起共理國政。
此一舉動，在日後的陳朝歷代君主均有倣效。近代越南史家陳仲金作出簡述，認為陳煚的用意在於「以便教導他（陳晃）治理國家的各種方法，並防備兄弟們日後的爭執」。越南封建時代史家吳士連對這項影響陳朝政局的習慣，則有以下一段論述：
|  | 自夏禹傳子之後，父崩子繼，兄歿弟承，永為常法。陳氏家法，乃異於是，子既長，即使承正位，而父退居聖慈官，以上皇稱，同聽政，其實但傳大器，以定後事，備倉卒爾，事皆取決於上皇，嗣主無異於皇太子也。 |

## 對外關係
陳煚在位的時期裡，大越國的周邊形勢，是蒙古帝國崛起，漸次蠶食中國的大理、南宋等國，甚至攻打大越。而南方鄰國占城，則是大越國入侵的對象。

### 向南宋稱臣
陳煚對於南宋，是奉行友好入貢的態度。早在南宋紹定（1228年-1233年初年，陳朝遣使入貢，宋理宗冊封陳煚為「安南國王，加特進檢校太尉、兼御史大夫、上柱國，賜效忠順化保節守義懷德歸仁慕治奉公正恭履信功臣，靜海軍節度觀察處置等使」，食邑一萬一千戶，實封四千二百戶。元豐八年（南宋寶祐六年，1258年），陳煚「上世襲表」，向宋廷傳達讓位給兒子陳晃的意向，而宋廷則向越方表示「情狀叵測，申飭邊備」，要求加強國防，以免蒙古進犯。陳聖宗紹隆四年（南宋景定二年，1261年），陳朝遣使入貢，獲宋廷「下詔獎諭，遣使賜金並法錦。」次年（1262年）南宋下詔，授陳煚為「檢校太師、安南國大王，加食邑」，並對陳晃進行冊封。其後，在紹隆十二年及十五年（南宋咸淳五年及八年，1269年及1272年），宋廷又對陳煚、陳晃父子「加食邑」及贈送禮物。總括而言，中國南宋與越南陳朝的關係，是處於和洽友好的「朝貢關係」。

### 征占城
占城人在李朝衰落時期，便經常有船隻搶掠大越國沿海居民。陳煚登基後，便「懷之以德，遣使往諭」，向占城政府展示出友好姿態，而占城卻「雖常入貢，而復乞故地，且有窺覦之意」，意圖收復前代被越人攻取的領土，以及有凱覦之心。陳煚對此甚為不滿，便於元豐二年（1252年）春正月親征占城。到十二月，俘獲占城王的妻子及臣民而返。

### 抗擊蒙古帝國

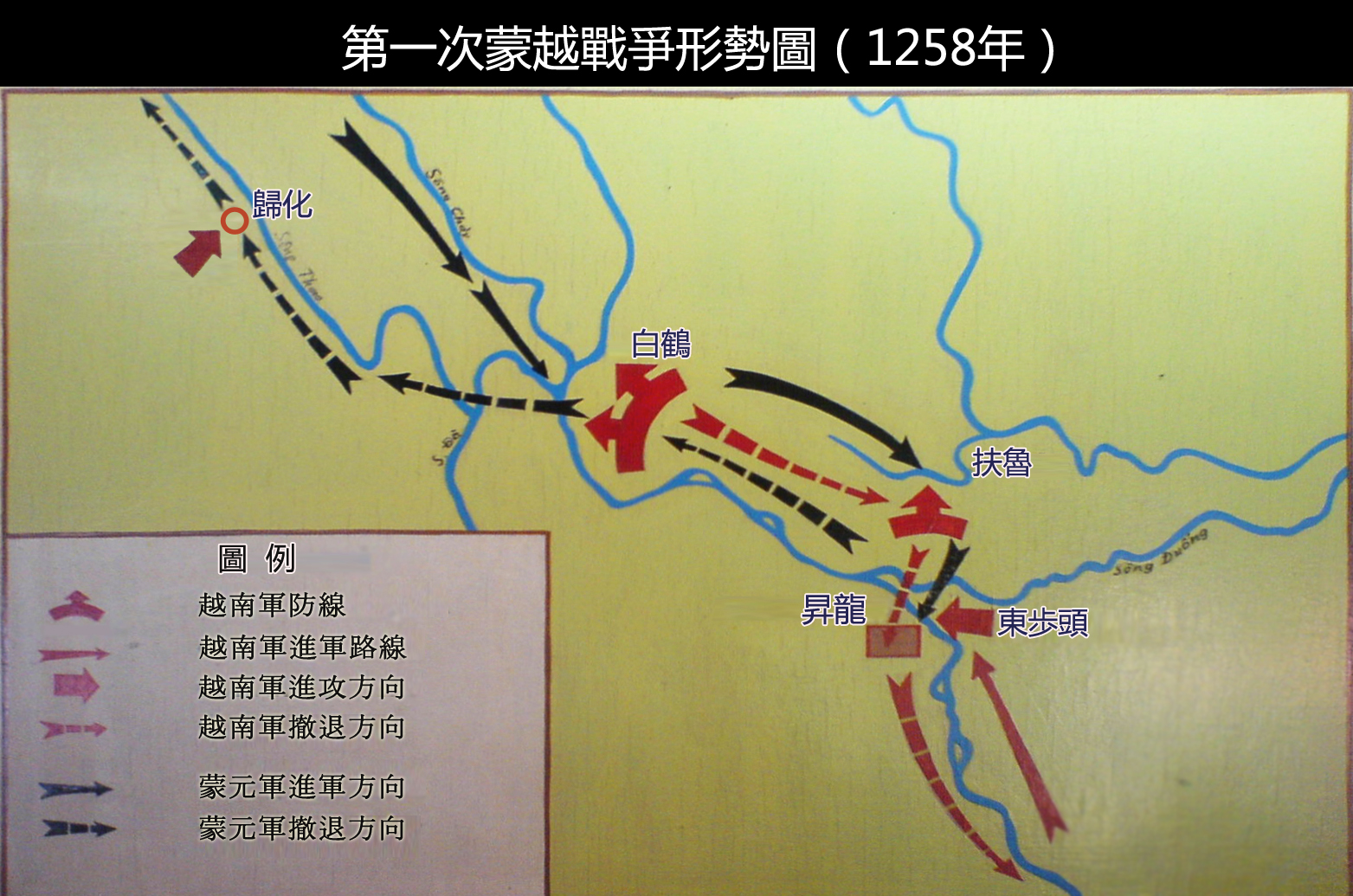
蒙古第一次侵入大越國的戰況。

元豐三年（1253年），蒙古帝國消滅大理國，而蒙古朝廷卻無意撤軍，反而「留兀良合台攻諸夷之未附者」
。元豐七年十二月十二日（1258年1月17日），兀良合台率兵侵入大越，陳煚雖然親自迎擊，「自將督戰，前冒矢石」，但最後仍是不敵，退守天幕江（在今越南興安省），國都昇龍失陷。在這危急關頭，陳煚乘船向太尉陳日晈商討對策，陳日晈卻態度沮喪，在船邊用手指點水，然後在船舷寫「入宋」二字，表示不如投靠宋人。陳煚再問太師陳守度，陳守度的答案則是「臣首未至地，陛下無煩他慮」，表示仍願意抵抗，使陳煚重拾戰意。十二月二十四日（1258年1月29日），陳煚及太子陳晃乘坐樓船，在東步頭擊敗蒙古軍隊。蒙古軍撤退時，又遭到居民襲擊，最終撤出大越。
陳煚雖然成功擊退蒙古軍隊，但自知是「小國」，唯有「誠心事上」，看「大國何以待之」，便改名光昺，遣使上表納貢。其後，蒙古帝國亦向陳氏朝廷冊封為安南國王，並定下「安南三歲一貢，回賜禮物」的外交規例。

## 去世

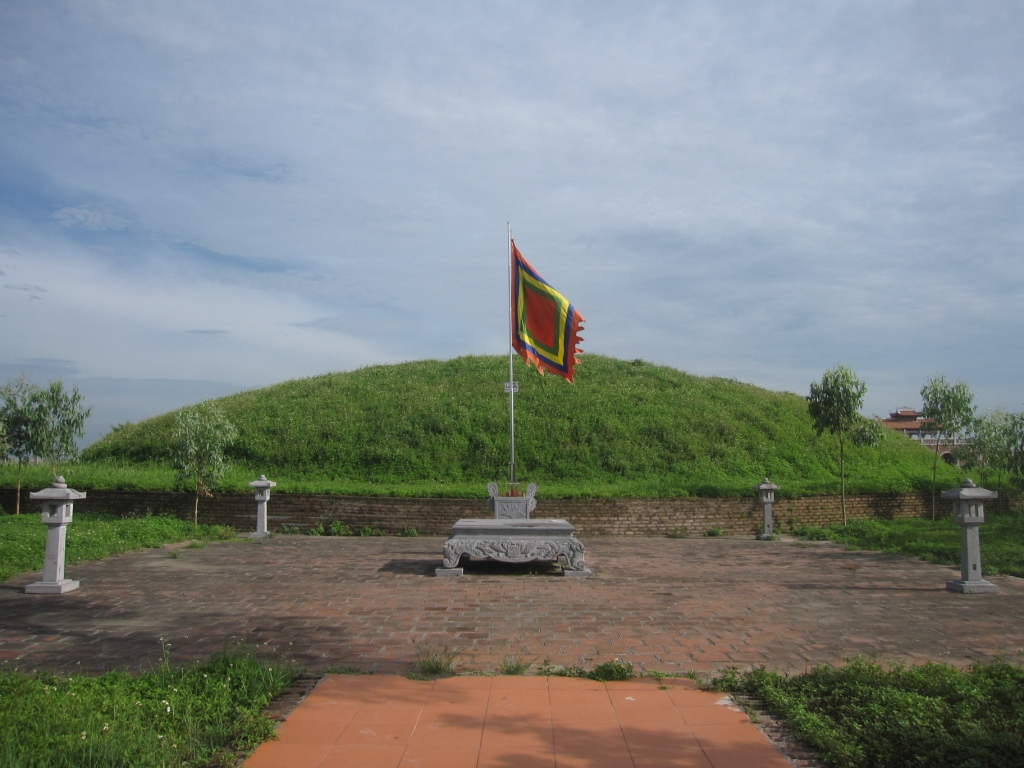
陳太宗陵（在今太平省）。

陳聖宗寶符五年四月一日（1277年5月5日），陳煚「崩於萬壽宮」，享壽60。十月四日（10月31日），葬於昭陵，廟號「太宗」，謚號為「統天御極隆功茂德顯和佑順神文聖武元孝皇帝」

## 家庭

### 對李昭皇的處置
當陳煚即皇帝位時，原先的李昭皇（李佛金）被冊封為皇后，改稱「昭聖」。天應政平六年（1237年），改以妻姊順天公主（李佛金之姊）為皇后，李佛金則被降格為「昭聖公主」。元豐八年正月，陳煚又把李佛金嫁給大臣黎輔陳。

### 被迫迎娶嫂子，引致動亂
在陳煚登位之初，雖然有李佛金為其皇后，但由於未能誕下子嗣，便在陳守度的安排下，天應政平六年（1237年），改以陳煚兄長陳柳的妻子李氏（李佛金之姊順天公主）為皇后，是為順天皇后（當時已懷有陳國康）。陳柳對此深表不滿，便起兵作亂。陳煚對於形勢發展至這一地步，「內不自安」，於是離開京城昇龍，到安子山浮雲國師（陳煚友人）處居住。陳守度率領群臣找陳煚回京，陳煚郤說：「朕以幼沖，未堪重寄，父皇（陳承）遽爾違背（當時已去世），早喪所怙，不敢宅帝位，以辱社稷」，認為自己無德無能居於帝位。陳守度見不得已，便向群臣說：「凡乘輿所在，即是朝廷」，把整個朝廷及官僚架構搬到陳煚住處，陳煚唯有回京。不久，陳柳自知勢孤力弱，便假扮漁夫，乘獨木舟找陳煚，表示願意投降，陳煚即「與之對泣」。這時，被陳守度發現，拔劍要殺陳柳，陳煚「以身當之」，事情於是和解。事後，陳煚對陳柳增加封地，封為「安生王」，以作安撫。

### 親屬
- 先世：
  - 五世祖：陳京[2]
  - 四世祖：陳翕[2]
  - 祖父：陳李[2]
  - 父親：陳承[2]
  - 母親：黎氏（建中二年（1226年）十月，被尊為「國聖皇太后」，一說是「保聖國母」[28]）
  - 叔父：陳嗣慶[29]
  - 姑：靈慈國母陳氏，先後為李惠宗皇后[29]及陳守度妻[28]
  - 從叔：陳守度[2]
- 兄弟：
  - 安生王陳柳[27]
  - 欽天王陳日晈[30]
  - 懷德王陳婆列[30]
- 姊妹：
  - 瑞婆公主[31]
  - 天城公主[30]

- 後宮：
  - 昭聖皇后：陳煚即位時冊立[2]，後來被廢黜。[27]
  - 順天皇后：原是昭聖皇后之姊、陳柳之妻。[27]
- 子：
  - 皇太子：陳鄭（於1233年薨，生母李昭皇。《大越史記全書》提到可能是「始生而殤」）[32]
  - 子：靖國王陳國康（1237年生1300年去世。生父安生王陈柳，母親順天皇后。當陳煚迎娶順天皇后時，已懷有國康）[27]
  - 嫡長子：陳聖宗陳晃 [33]
  - 子：昭道王陳光昶（《大越史記全書》記載他是「太宗庶子，益稷同母兄」）[34]
  - 第三子：昭明王陳光啓，嫡出[35]
  - 子：平原王陳日永，庶出[35]
  - 第五子：昭國王陳益稷[36]
  - 第六子：昭文王陳日燏[37]
  - 明宪王陳蔚
  - 武威王陳維

- 女
  - 韶陽公主[30]
  - 瑞寶公主[30]
  - 安姿公主（嫁元鎮南王脫歡）

## 著作
據《欽定越史通鑑綱目》，陳煚有如下幾部作品：
- 《國朝通禮》十卷；
- 《刑律》一卷；
- 《建中常禮》十卷（※范宏科指出，《建中常禮》實際應為一卷。[38]）；
- 《課虛集》一卷；
- 《御詩》一卷

※以上各項，參見《欽定越史通鑑綱目》正編卷之十三。

## 後世評價
- 越南陳朝裕宗皇帝曾寫了一首詩，來讚美太宗陳煚：「唐越開基兩太宗，彼稱貞觀我元豐，建成誅死安生在，廟號雖同德不同。」表示陳煚雖曾與兄弟陳柳有過節，但陳柳郤能保著性命及身份，這代表陳太宗的道德高於唐太宗。[26]
- 《大越史記全書》的編撰者認為陳煚「寬仁大度，有帝王之量，所以能創業垂統，立紀張綱。」但同時亦認為從叔陳守度居功不少，「陳家之制度偉矣，然規畫國事，皆陳守度所為」。[2]不過，陳守度安排陳煚迎娶嫂子的做法，郤遭後黎朝初年史家潘孚先猛烈抨擊，說：「（陳煚）乃聽守度之邪謀，奪兄妻以為后，母乃斁彝倫，以啟淫亂之端乎！柳自是生嫌隙，敢於作亂，太宗養成其惡也。或謂太宗不殺兄仁矣。愚謂奪兄妻，其惡已彰，不殺兄，天理未滅耳，烏得謂之仁哉！ 」[40]
- 阮朝嗣德帝評價陳煚得位之事：「千古奇事，北朝歷代得國，寔未曾有。如柴氏繼周已異，未至如此。然觀之，亦不過如王莽、楊堅類耳。雖不能借有尚爲名，而天下亦必歸于陳氏矣。得國皆仗守度之力，猶清順治之於多爾袞一般。陳太尊有何可稱焉！故陳無太祖，所以延祚，其在聖、仁二尊之功也。」[41]